# Caudal Deportivo
A Caudal Deportivo egy spanyol labdarúgócsapat. A klubot 1941-ben alapították, székhelye Mieres városa. Jelenleg a harmadosztályban szerepel.

## Története
Az első mieresi klub a Sporting de Mieres volt, amelyet 1914-ben alapítottak, azonban négy évvel később meg is szűnt. Ennek a helyébe lépett a Racing Club de Mieres, amit a spanyol polgárháború után Caudal Deportivóra kereszteltek.
A harmadosztályba (akkor még Tercera División) először 1946-ban jutott fel, majd 1951-től összesen hét szezont a másodosztályban is eltölthetett. Részt vett a Segunda B első két szezonjában is, azonban innentől nagyrészt csak a negyedosztályban játszott. Néhány szezont később is eltöltött a harmadosztályban, a 2010-11-es szezont is itt kezdte meg.

## Statisztika
| Szezon  | Osztály | Poz. | Copa del Rey |
| ------- | ------- | ---- | ------------ |
| 1946/47 | 3ª      | 8.   |              |
| 1947/48 | 3ª      | 5.   |              |
| 1948/49 | 3ª      | 9.   |              |
| 1949/50 | 3ª      | 1.   |              |
| 1950/51 | 3ª      | 2.   |              |
| 1951/52 | 2ª      | 8.   |              |
| 1952/53 | 2ª      | 10.  |              |
| 1953/54 | 2ª      | 12.  |              |
| 1954/55 | 2ª      | 13.  |              |
| 1955/56 | 2ª      | 4.   |              |
| 1956/57 | 2ª      | 11.  |              |
| 1957/58 | 2ª      | 15.  |              |
| 1958/59 | 3ª      | 2.   |              |
| 1959/60 | 3ª      | 1.   |              |
| 1960/61 | 3ª      | 6.   |              |
| 1961/62 | 3ª      | 3.   |              |
| 1962/63 | 3ª      | 1.   |              |

| Szezon  | Osztály    | Poz. | Copa del Rey |
| ------- | ---------- | ---- | ------------ |
| 1963/64 | 3ª         | 1.   |              |
| 1964/65 | 3ª         | 3.   |              |
| 1965/66 | 3ª         | 3.   |              |
| 1966/67 | 3ª         | 2.   |              |
| 1967/68 | 3ª         | 5.   |              |
| 1968/69 | 3ª         | 17.  |              |
| 1969/70 | 3ª         | 4.   |              |
| 1970/71 | 3ª         | 11.  |              |
| 1971/72 | 3ª         | 12.  |              |
| 1972/73 | 3ª         | 10.  |              |
| 1973/74 | 3ª         | 16.  |              |
| 1974/75 | 3ª         | 19.  |              |
| 1975/76 | Regionális | —    |              |
| 1976/77 | 3ª         | 8.   |              |
| 1977/78 | 2ªB        | 16.  |              |
| 1978/79 | 2ªB        | 20.  |              |
| 1979/80 | 3ª         | 3.   |              |

| Szezon  | Osztály | Poz. | Copa del Rey |
| ------- | ------- | ---- | ------------ |
| 1980/81 | 3ª      | 3.   |              |
| 1981/82 | 3ª      | 12.  |              |
| 1982/83 | 3ª      | 8.   |              |
| 1983/84 | 3ª      | 1.   |              |
| 1984/85 | 3ª      | 8.   |              |
| 1985/86 | 3ª      | 2.   |              |
| 1986/87 | 3ª      | 1.   |              |
| 1987/88 | 2ªB     | 18.  |              |
| 1988/89 | 3ª      | 3.   |              |
| 1989/90 | 3ª      | 4.   |              |
| 1990/91 | 3ª      | 1.   |              |
| 1991/92 | 3ª      | 2.   |              |
| 1992/93 | 3ª      | 2.   |              |
| 1993/94 | 3ª      | 1.   |              |
| 1994/95 | 3ª      | 1.   |              |
| 1995/96 | 3ª      | 4.   |              |

| Szezon  | Osztály | Poz. | Copa del Rey |
| ------- | ------- | ---- | ------------ |
| 1996/97 | 3ª      | 3.   |              |
| 1997/98 | 2ªB     | 15.  |              |
| 1998/99 | 2ªB     | 16.  |              |
| 1999/00 | 2ªB     | 14.  |              |
| 2000/01 | 2ªB     | 9.   |              |
| 2001/02 | 2ªB     | 19.  |              |
| 2002/03 | 3ª      | 1.   |              |
| 2003/04 | 2ªB     | 19.  |              |
| 2004/05 | 3ª      | 7.   |              |
| 2005/06 | 3ª      | 5.   |              |
| 2006/07 | 3ª      | 1.   |              |
| 2007/08 | 3ª      | 7.   |              |
| 2008/09 | 3ª      | 7.   |              |
| 2009/10 | 3ª      | 1.   |              |
| 2010/11 | 2ªB     | —    |              |

## Ismertebb játékosok
- Andrés
- Capi
- Pelayo Cidón
- Manuel David
- Paco Fernández
- Rafa Gómez
- Esteban Gutiérrez
- David Lago
- José Antonio Quiroga
- Sergio Villanueva

## Külső hivatkozások
- Hivatalos weboldal (spanyolul)
- Futbolme (spanyolul)